# جامعة يزد
جامعة يزد (YU، (بالفارسية: دانشگاه یزد)  هي جامعة عامة في يزد، إيران . وهي مركز أبحاث رئيسي تموله الدولة في وسط إيران وأيضًا المركز الأكاديمي لمحافظة يزد وكانت أول معهد شامل للتعليم العالي أنشئ بعد الثورة الإسلامية عام 1979.  تعتبر جامعة يزد من بين أفضل 10 جامعات شاملة في إيران، وهي من بين أفضل 200 جامعة شبابية في العالم. تأسست الجامعة في عام 1989 عن طريق دمج العديد من المؤسسات القديمة ونمت بسرعة على مر السنين. يقع الحرم الجامعي الرئيسي في مدينة الصافية .

## روابط خارجية
- الموقع الرسمي